# Ojcomił
Ojcomił – imię męskie, nienotowane w staropolskich źródłach. Składa się z członów Ojco- (od: „Ojciec”, „Ojca”) i -mił (od: „miłować”, „kochać”). 
Nosi je pośród innych imion prof. Mariusz Maciej Ojcomił Żydowo. Imię to posiadał również Julian Ojcomił Filleborn h. Korwin (ur. 1837). 
W Jana Jaworskiego kalendarzu illustrowanym na rok 1874 „Ojcomił” wymieniony jest wśród „imion słowiańskich”, a imieniny z nim związane przypadają 2 lipca (s. XIV). W Kalendarzu Kaliskim na rok zwyczajny 1914 imię to wymienione zostało w „wykazie imion słowiańskich”.
Justyna B. Walkowiak w studium pt. A Name Policy and Its Outcome. Programmatic Names in the Nineteenth-Century Province of Posen odnotowuje istnienie żeńskiej formy imienia w brzmieniu „Ojcomiła”.